# 河津七滝インターチェンジ
河津七滝インターチェンジ（かわづななだるインターチェンジ）は、静岡県賀茂郡河津町梨本にある伊豆縦貫自動車道（河津下田道路）のインターチェンジである。

## 概要
計画当初、河津ICと国道414号現道との交差点形状は、直線的に接続する形状で計画されていたが、一般道路と自動車専用道路の違いをわかりやすくするため、国道414号現道に直角に接続する交差点形状（丁字路）に変更された。交差点形状の見直しにより、端末ランプ橋とそれに接続するA・Bランプ橋の橋長が増加したため、事業費が約23億円増加している。

## 接続する道路
- 国道414号（現道）

## 歴史
- 2023年（令和5年）
  - 1月13日 : IC名称が「河津IC（仮称）」から「河津七滝IC」に正式決定[2]。
  - 3月19日 : 河津七滝IC - 河津逆川IC間延長3.0 km 開通に伴い供用開始[2]。

## 周辺
- 河津七滝ループ橋
- 河津七滝

## 隣
E70 伊豆縦貫自動車道（河津下田道路）
河津七滝IC - 河津逆川IC